# Caniac-du-Causse
Caniac-du-Causse est une commune française située dans le centre du département du Lot en région Occitanie. Les habitants de Caniac-du-Causse sont les Caniacois et les Caniacoises.
Elle est également dans le causse de Gramat, le plus vaste et le plus sauvage des quatre causses du Quercy.
Exposée à un climat océanique altéré, aucun cours d'eau permanent n'est répertorié sur la commune. Incluse dans le bassin de la Dordogne, la commune possède un patrimoine naturel remarquable : un site Natura 2000 (la « zone centrale du causse de Gramat ») et une zone naturelle d'intérêt écologique, faunistique et floristique.
Caniac-du-Causse est une commune rurale qui compte 379 habitants en 2022, après avoir connu un pic de population de 1 223 habitants en 1861.

## Géographie
Commune située à une trentaine de kilomètres a l'ouest de Figeac et à sept kilomètres au sud-est du bourg de Labastide-Murat, sur le Causse de Gramat, dans le Parc naturel régional des Causses du Quercy.

### Communes limitrophes
Caniac-du-Causse est limitrophe de cinq autres communes.
Les communes limitrophes sont  Cœur de Causse, Les Pechs du Vers, Quissac-en-Quercy, Soulomès et Sénaillac-Lauzès.
|                   | Cœur de Causse   |         |
| Soulomès          | Caniac-du-Causse | Quissac |
| Les Pechs du Vers | Sénaillac-Lauzès |         |

### Lieux-dits ou hameaux
Clavel, Gizot, Jouany, Armagnac, Le Poustel, Le Puits, Poujade, Le Foirail, Les Places, Le Bonneau, Raffard, Le Boutit, Naudou.

### Hydrographie
Voir le système hydrologique de l'Ouysse, et plus particulièrement l'alimentation de la résurgence de Saint-Sauveur.

### Géologie et relief
La superficie de la commune est de 3 500 hectares ; son altitude varie de 309  à   480 mètres.

### Voies de communication et transports
Accès avec les routes départementales D 71 et D 42.

### Climat
Pour des articles plus généraux, voir Climat de l'Occitanie et Climat du Lot.
En 2010, le climat de la commune est de type climat océanique altéré, selon une étude s'appuyant sur une série de données couvrant la période 1971-2000. En 2020, Météo-France publie une typologie des climats de la France métropolitaine dans laquelle la commune est toujours exposée à un climat océanique altéré et est dans la région climatique Ouest et nord-ouest du Massif Central, caractérisée par une pluviométrie annuelle de 900 à 1 500 mm, maximale en automne et en hiver.
Pour la période 1971-2000, la température annuelle moyenne est de 11,5 °C, avec une amplitude thermique annuelle de 15,7 °C. Le cumul annuel moyen de précipitations est de 979 mm, avec 12,3 jours de précipitations en janvier et 6,6 jours en juillet. Pour la période 1991-2020, la température moyenne annuelle observée sur la station météorologique la plus proche, située sur la commune de Lunegarde à 8 km à vol d'oiseau, est de 12,6 °C et le cumul annuel moyen de précipitations est de 828,1 mm,. Pour l'avenir, les paramètres climatiques de la commune estimés pour 2050 selon différents scénarios d’émission de gaz à effet de serre sont consultables sur un site dédié publié par Météo-France en novembre 2022.

### Milieux naturels et biodiversité

#### Espaces protégés
La protection réglementaire est le mode d’intervention le plus fort pour préserver des espaces naturels remarquables et leur biodiversité associée,.
La commune fait partie du parc naturel régional des Causses du Quercy, un espace protégé créé en 1999 et d'une superficie de 183 039 ha, qui s'étend sur 102 communes du département du Lot. La cohérence du territoire du Parc s’est fondée sur l’unité géologique d’un même socle de massif karstique, entaillé de profondes vallées. Le périmètre repose sur une unité de paysages autour de la pierre et du bâti (souvent en pierre sèche), de l’empreinte des pelouses sèches et du pastoralisme et de l’omniprésence des patrimoines naturels et culturels,. Ce parc a été classé Géoparc en mai 2017 sous la dénomination « géoparc des causses du Quercy », faisant dès lors partie du réseau mondial des Géoparcs, soutenu par l’UNESCO,.
La commune fait également partie de la zone de transition du bassin de la Dordogne, un territoire d'une superficie de 1 880 258 ha reconnu réserve de biosphère par l'UNESCO en juillet 2012,.

#### Réseau Natura 2000

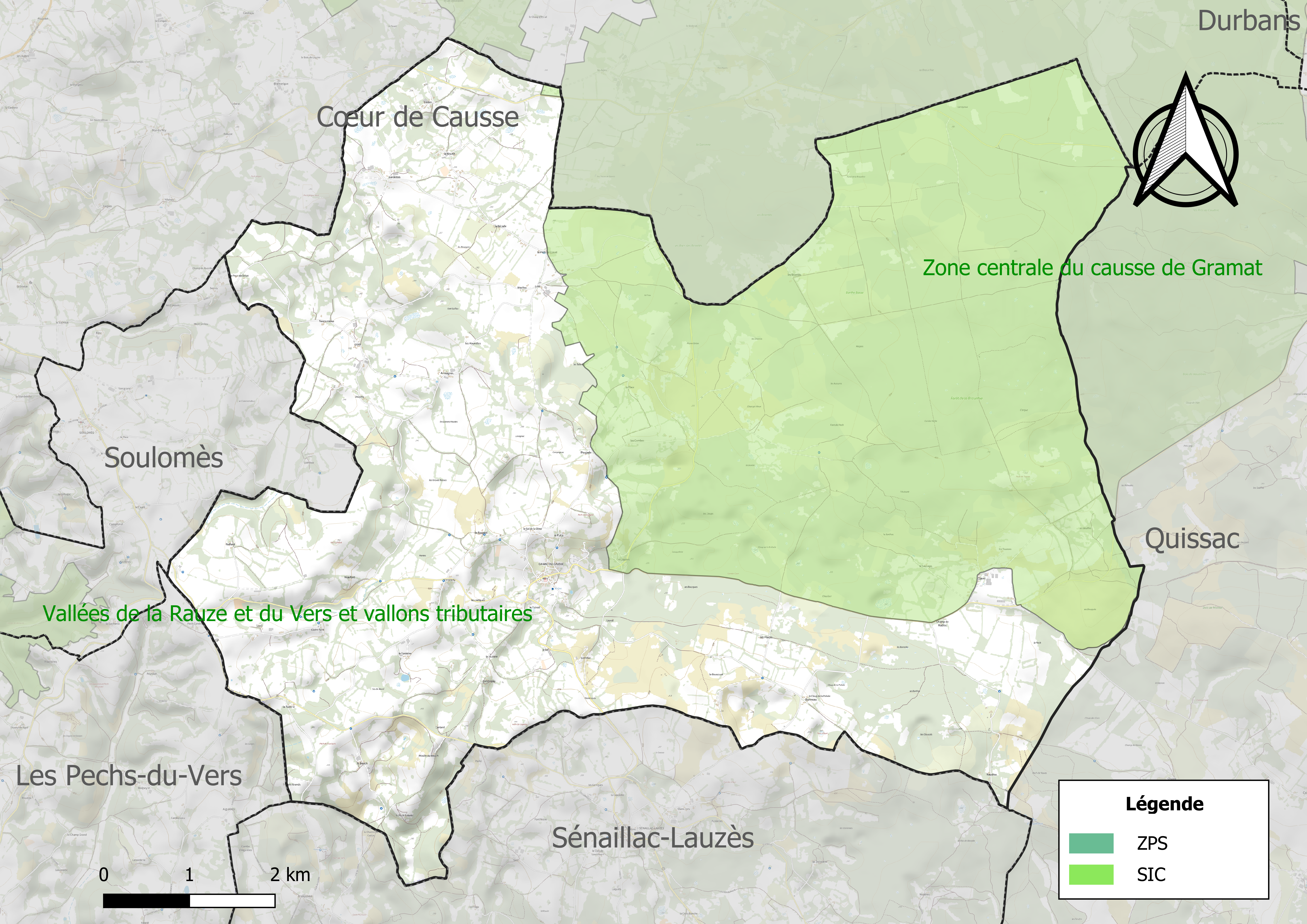
Site Natura 2000 sur le territoire communal.

Le réseau Natura 2000 est un réseau écologique européen de sites naturels d'intérêt écologique élaboré à partir des directives habitats et oiseaux, constitué de zones spéciales de conservation (ZSC) et de zones de protection spéciale (ZPS).
Un site Natura 2000 a été défini sur la commune au titre de la directive habitats : la « Zone centrale du causse de Gramat », d'une superficie de 6 413 ha, un site comprenant diverses espèces remarquables d'orthoptères (Stenobothrus nigromaculatus, Arcyptera fusca, Oedaleus decorus), de lépidptères (Brenthis hecate, Chazara briseis, Polyommatus dorylas) et de coléoptères (Cyrtonus dufouri, Chrysolina femoralis, Chrysolina obscurella).

#### Zones naturelles d'intérêt écologique, faunistique et floristique

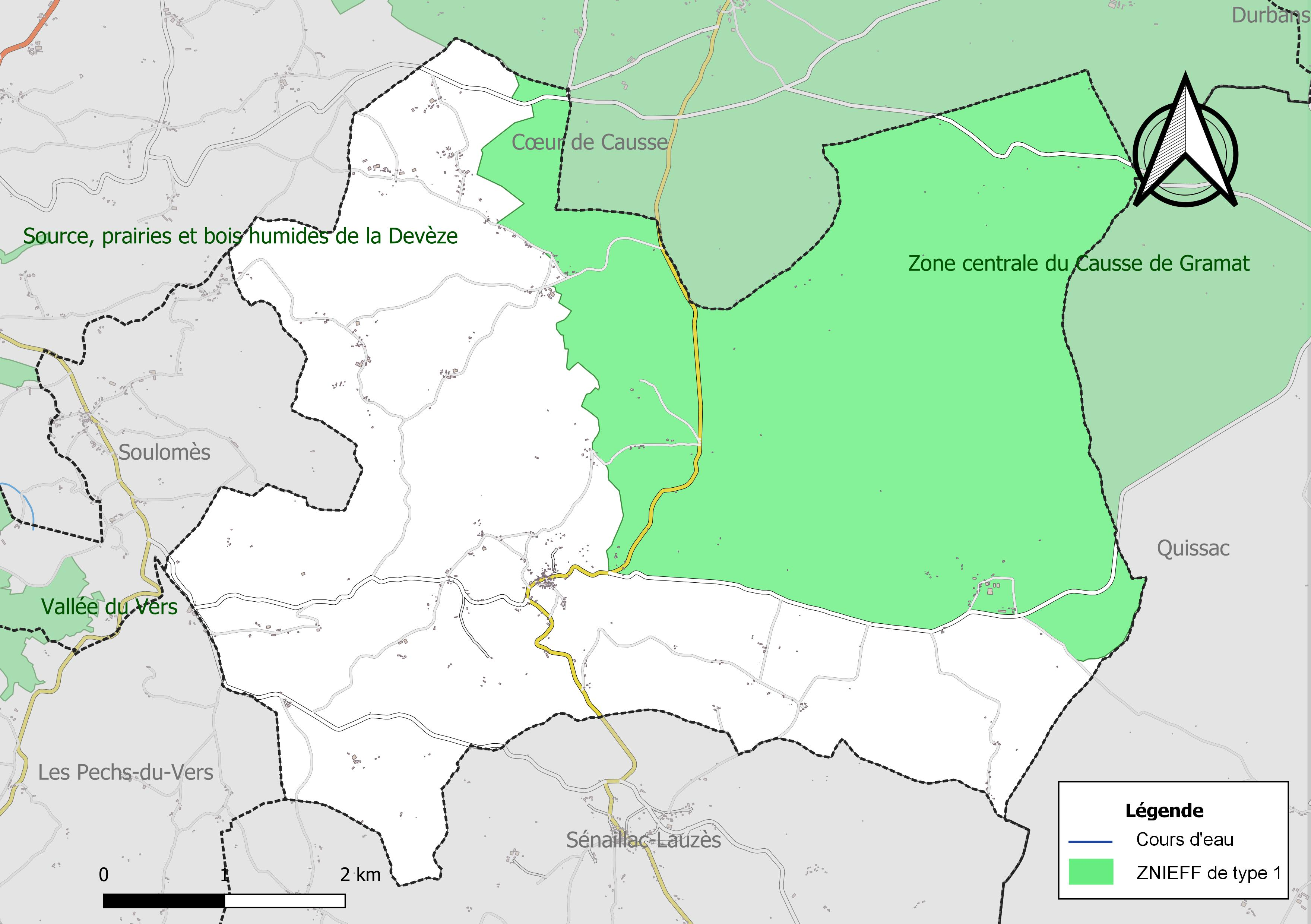
Carte de la ZNIEFF de type 1 localisée sur la commune.

L’inventaire des zones naturelles d'intérêt écologique, faunistique et floristique (ZNIEFF) a pour objectif de réaliser une couverture des zones les plus intéressantes sur le plan écologique, essentiellement dans la perspective d’améliorer la connaissance du patrimoine naturel national et de fournir aux différents décideurs un outil d’aide à la prise en compte de l’environnement dans l’aménagement du territoire.
Une ZNIEFF de type 1 est recensée sur la commune :
la « zone centrale du causse de Gramat » (7 127 ha), couvrant 11 communes du département.

## Urbanisme

### Typologie
Au 1er janvier 2024, Caniac-du-Causse est catégorisée commune rurale à habitat très dispersé, selon la nouvelle grille communale de densité à sept niveaux définie par l'Insee en 2022.
Elle est située hors unité urbaine et hors attraction des villes,.

### Occupation des sols
L'occupation des sols de la commune, telle qu'elle ressort de la base de données européenne d’occupation biophysique des sols Corine Land Cover (CLC), est marquée par l'importance des forêts et milieux semi-naturels (51,4 % en 2018), une proportion sensiblement équivalente à celle de 1990 (50,7 %). La répartition détaillée en 2018 est la suivante : 
prairies (34 %), forêts (26,6 %), milieux à végétation arbustive et/ou herbacée (24,8 %), zones agricoles hétérogènes (14,6 %). L'évolution de l’occupation des sols de la commune et de ses infrastructures peut être observée sur les différentes représentations cartographiques du territoire : la carte de Cassini (XVIIIe siècle), la carte d'état-major (1820-1866) et les cartes ou photos aériennes de l'IGN pour la période actuelle (1950 à aujourd'hui).

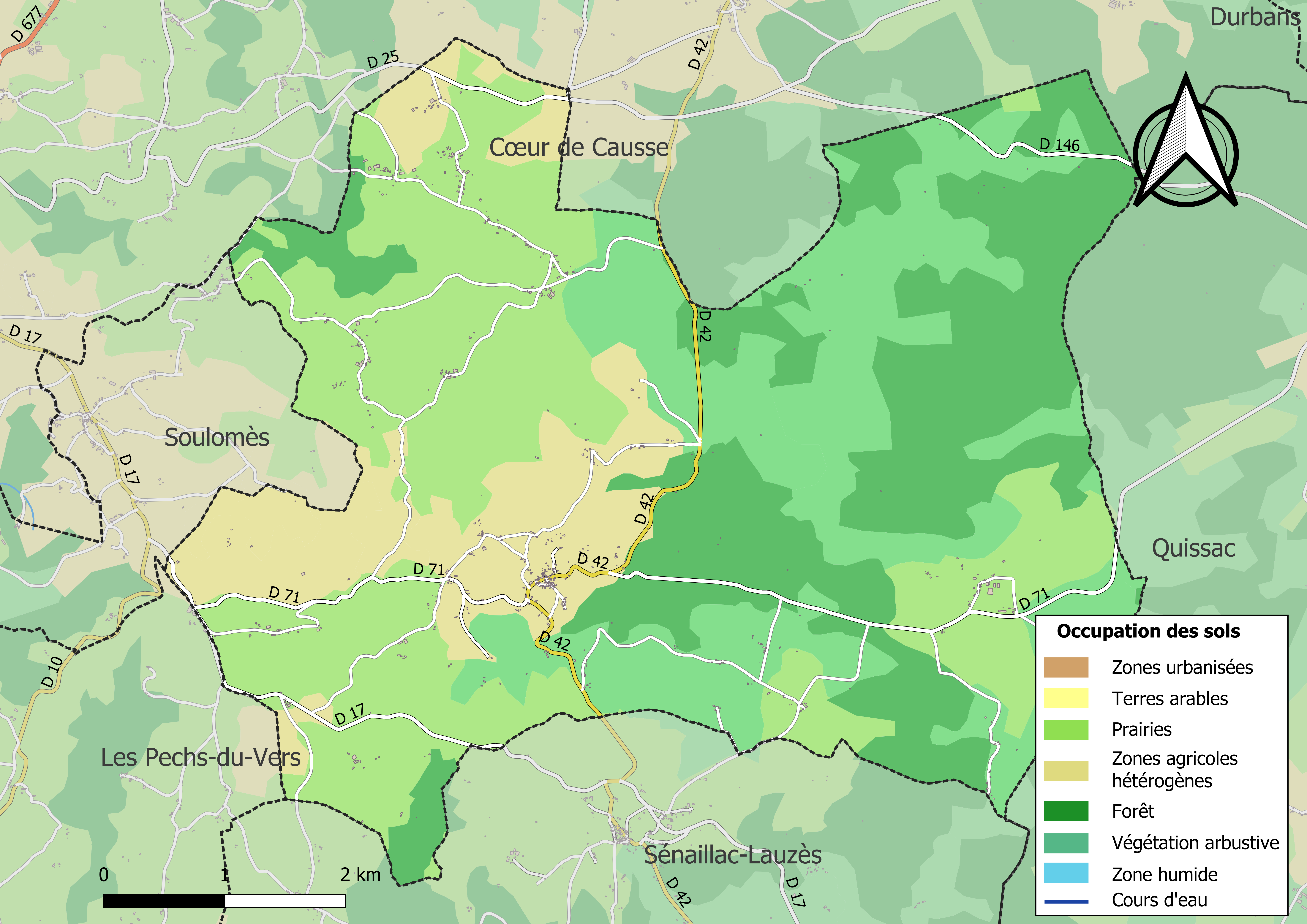
Carte des infrastructures et de l'occupation des sols de la commune en 2018 (CLC).

### Risques majeurs
Le territoire de la commune de Caniac-du-Causse est vulnérable à différents aléas naturels : météorologiques (tempête, orage, neige, grand froid, canicule ou sécheresse), feux de forêts, mouvements de terrains et séisme (sismicité très faible). Un site publié par le BRGM permet d'évaluer simplement et rapidement les risques d'un bien localisé soit par son adresse soit par le numéro de sa parcelle.
Caniac-du-Causse est exposée au risque de feu de forêt. Un plan départemental de protection des forêts contre les incendies a été approuvé par arrêté préfectoral le 30 novembre 2015 pour la période 2015-2025. Les propriétaires doivent ainsi couper les broussailles, les arbustes et les branches basses sur une profondeur de 50 mètres, aux abords des constructions, chantiers, travaux et installations de toute nature, situées à moins de 200 mètres de terrains en nature
de bois, forêts, plantations, reboisements, landes ou friches. Le brûlage des déchets issus de l’entretien des parcs et jardins des ménages et des collectivités est interdit. L’écobuage est également interdit, ainsi que les feux de type méchouis et barbecues, à l’exception de ceux prévus dans des installations fixes (non situées sous couvert d'arbres) constituant une dépendance d'habitation.

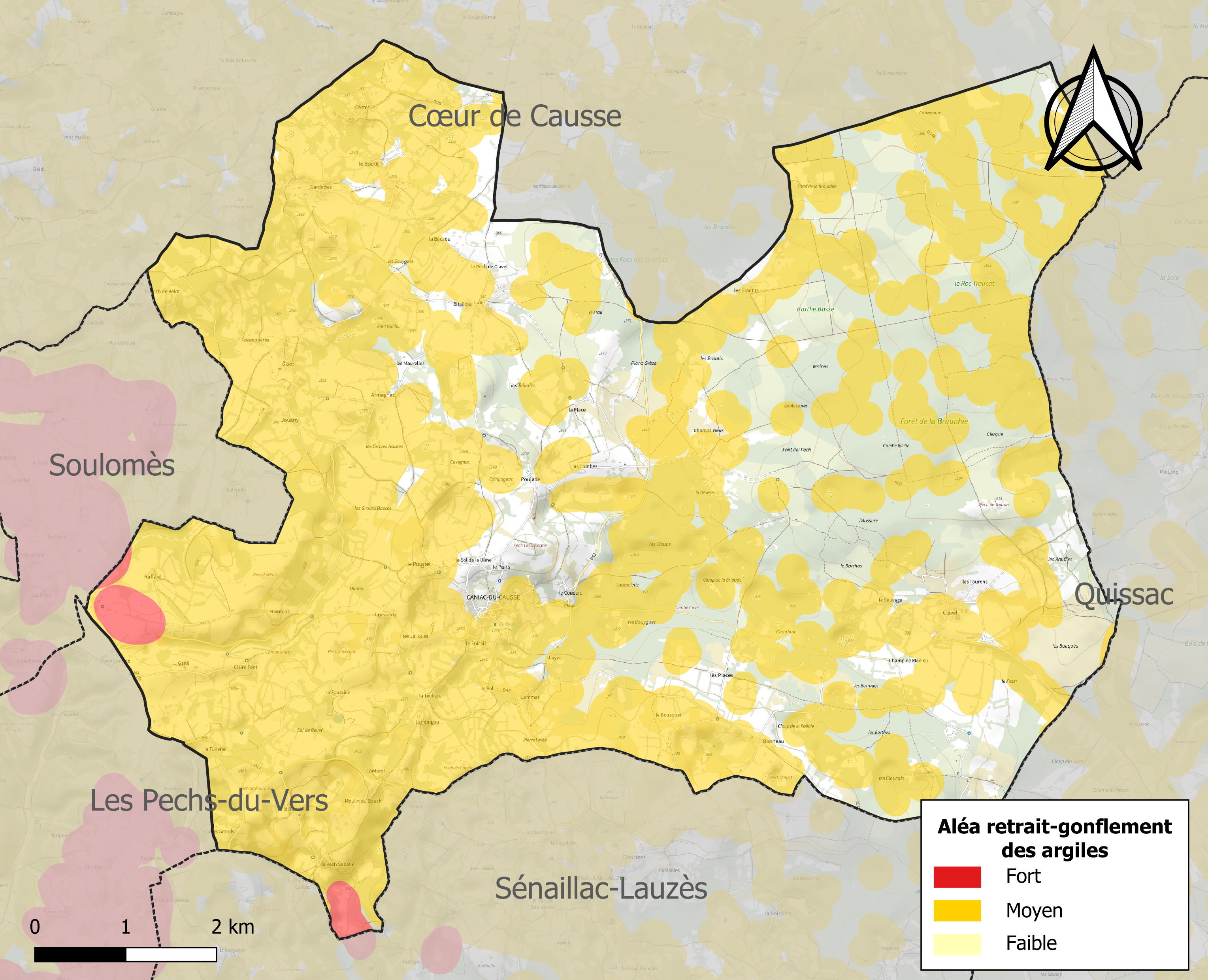
Carte des zones d'aléa retrait-gonflement des sols argileux de Caniac-du-Causse.

Les mouvements de terrains susceptibles de se produire sur la commune sont des affaissements et effondrements liés aux cavités souterraines (hors mines) et des éboulements, chutes de pierres et de blocs. Par ailleurs, afin de mieux appréhender le risque d’affaissement de terrain, l'inventaire national des cavités souterraines permet de localiser celles situées sur la commune.
Le retrait-gonflement des sols argileux est susceptible d'engendrer des dommages importants aux bâtiments en cas d’alternance de périodes de sécheresse et de pluie. 71,2 % de la superficie communale est en aléa moyen ou fort (67,7 % au niveau départemental et 48,5 % au niveau national). Sur les 242 bâtiments dénombrés sur la commune en 2019, 176 sont en aléa moyen ou fort, soit 73 %, à comparer aux 72 % au niveau départemental et 54 % au niveau national. Une cartographie de l'exposition du territoire national au retrait gonflement des sols argileux est disponible sur le site du BRGM,.
Par ailleurs, afin de mieux appréhender le risque d’affaissement de terrain, l'inventaire national des cavités souterraines permet de localiser celles situées sur la commune.
La commune a été reconnue en état de catastrophe naturelle au titre des dommages causés par les inondations et coulées de boue survenues en 1982 et 1999. Concernant les mouvements de terrains, la commune a été reconnue en état de catastrophe naturelle au titre des dommages causés par des mouvements de terrain en 1999.

## Toponymie
Le toponyme Caniac est basé sur l'anthroponyme latin ou roman Canius. La terminaison -ac est issue du suffixe gaulois -acon (lui-même du celtique commun *-āko-), souvent latinisé en -acum dans les textes.
du Causse a été ajouté en 1949.

## Histoire
Les premiers hommes vivaient déjà sur le territoire de l'actuelle commune de Caniac-du-Causse. Une incisive de néandertalien, datée de 335 000 ans, a été découverte à la grotte de Pradayrol.
Caniac figurait en 654 sur un acte mentionnant un don que fit l'évêque Didier au chapitre de la cathédrale de Cahors. Plus tard, Namphaise se retira dans la forêt de la Braunhie. Ses reliques reposent dans la crypte de l'église de Caniac, bâtie au XIIe siècle sous l'autorité de l'abbaye Saint-Pierre de Marcilhac-sur-Célé.
Caniac est l'une des dix-sept communes de France décorées de la médaille de la Résistance par décret du 17 juillet 1945.

## Politique et administration

### Administration municipale
Le nombre d'habitants au recensement de 2017 étant compris entre 100 habitants et 500 habitants, le nombre de membres du conseil municipal pour l'élection de 2020 est de onze,.

### Rattachements administratifs et électoraux
Commune faisant partie de l'arrondissement de Gourdon de la communauté de communes du Causse de Labastide-Murat et du canton de Causse et Vallées (avant le redécoupage départemental de 2014, Caniac-du-Causse faisait partie de l'ex-canton de Labastide-Murat).

### Liste des maires
| Période                                  | Période  | Identité               | Étiquette | Qualité                                                            |
| ---------------------------------------- | -------- | ---------------------- | --------- | ------------------------------------------------------------------ |
| 1802                                     | 1806     | Antoine Lavergne       |           |                                                                    |
| 1806                                     | 1807     | Gabriel Dubreil        |           |                                                                    |
| 1807                                     | 1811     | Antoine Lavergne       |           |                                                                    |
| 1811                                     | 1815     | Charles Lieusse        |           |                                                                    |
| 1815                                     | 1830     | Antoine Lapergue       |           |                                                                    |
| septembre 1830                           | 1843     | Hyacinthe Cassagne     |           |                                                                    |
| octobre 1843                             | 1844     | Antoine Lapergue       |           |                                                                    |
| 1845                                     | 1865     | Jean Pierre Sindou     |           |                                                                    |
| octobre 1865                             | 1876     | François Léon Cayrel   |           |                                                                    |
| octobre 1876                             | 1892     | Jean Baptiste Pégourié |           |                                                                    |
| juin 1892                                | 1896     | Louis Edmond Cayrel    |           |                                                                    |
| juin 1896                                | 1912     | Valentin Pégourié      |           |                                                                    |
| juin 1912                                | 1921     | Félix Méjecaze         |           |                                                                    |
| juin 1921                                | 1933     | Valentin Pégourié      |           |                                                                    |
| septembre 1933                           | 1935     | Charles Mejecaze       |           |                                                                    |
| juin 1935                                | 1950     | Louis Valéry           |           |                                                                    |
| juin 1950                                | 1967     | Paul Andrieu           |           |                                                                    |
| décembre 1967                            | 1971     | Cyprien Delfau         |           |                                                                    |
| juillet 1971                             | 1973     | Roger Combes           |           |                                                                    |
| 1974                                     | 1977     | Marius Graulières      |           |                                                                    |
| 1977                                     | En cours | Jean-Pierre Sabrazat   | DVG       | Cadre à la MSA Conseiller général de Labastide-Murat (1988 → 1994) |
| Les données manquantes sont à compléter. |          |                        |           |                                                                    |

## Démographie
L'évolution du nombre d'habitants est connue à travers les recensements de la population effectués dans la commune depuis 1793. Pour les communes de moins de 10 000 habitants, une enquête de recensement portant sur toute la population est réalisée tous les cinq ans, les populations de référence des années intermédiaires étant quant à elles estimées par interpolation ou extrapolation. Pour la commune, le premier recensement exhaustif entrant dans le cadre du nouveau dispositif a été réalisé en 2007.

En 2022, la commune comptait 379 habitants, en évolution de +5,28 % par rapport à 2016 (Lot : +1,31 %, France hors Mayotte : +2,11 %).
| 1793 | 1800 | 1806 | 1821  | 1831  | 1836  | 1841  | 1846  | 1851  |
| ---- | ---- | ---- | ----- | ----- | ----- | ----- | ----- | ----- |
| 942  | 476  | 921  | 1 030 | 1 085 | 1 128 | 1 155 | 1 184 | 1 170 |

| 1856  | 1861  | 1866  | 1872  | 1876  | 1881  | 1886 | 1891 | 1896 |
| ----- | ----- | ----- | ----- | ----- | ----- | ---- | ---- | ---- |
| 1 210 | 1 223 | 1 151 | 1 050 | 1 025 | 1 019 | 981  | 957  | 850  |

| 1901 | 1906 | 1911 | 1921 | 1926 | 1931 | 1936 | 1946 | 1954 |
| ---- | ---- | ---- | ---- | ---- | ---- | ---- | ---- | ---- |
| 716  | 674  | 596  | 509  | 505  | 435  | 445  | 353  | 309  |

| 1962 | 1968 | 1975 | 1982 | 1990 | 1999 | 2006 | 2007 | 2012 |
| ---- | ---- | ---- | ---- | ---- | ---- | ---- | ---- | ---- |
| 267  | 228  | 207  | 245  | 246  | 246  | 318  | 330  | 350  |

| 2017 | 2022 | - | - | - | - | - | - | - |
| ---- | ---- | - | - | - | - | - | - | - |
| 367  | 379  | - | - | - | - | - | - | - |

## Population et société

### Démographie
L'évolution du nombre d'habitants est connue à travers les recensements de la population effectués dans la commune depuis 1793. Pour les communes de moins de 10 000 habitants, une enquête de recensement portant sur toute la population est réalisée tous les cinq ans, les populations de référence des années intermédiaires étant quant à elles estimées par interpolation ou extrapolation. Pour la commune, le premier recensement exhaustif entrant dans le cadre du nouveau dispositif a été réalisé en 2007.

En 2022, la commune comptait 379 habitants, en évolution de +5,28 % par rapport à 2016 (Lot : +1,31 %, France hors Mayotte : +2,11 %).
| 1793 | 1800 | 1806 | 1821  | 1831  | 1836  | 1841  | 1846  | 1851  |
| ---- | ---- | ---- | ----- | ----- | ----- | ----- | ----- | ----- |
| 942  | 476  | 921  | 1 030 | 1 085 | 1 128 | 1 155 | 1 184 | 1 170 |

| 1856  | 1861  | 1866  | 1872  | 1876  | 1881  | 1886 | 1891 | 1896 |
| ----- | ----- | ----- | ----- | ----- | ----- | ---- | ---- | ---- |
| 1 210 | 1 223 | 1 151 | 1 050 | 1 025 | 1 019 | 981  | 957  | 850  |

| 1901 | 1906 | 1911 | 1921 | 1926 | 1931 | 1936 | 1946 | 1954 |
| ---- | ---- | ---- | ---- | ---- | ---- | ---- | ---- | ---- |
| 716  | 674  | 596  | 509  | 505  | 435  | 445  | 353  | 309  |

| 1962 | 1968 | 1975 | 1982 | 1990 | 1999 | 2006 | 2007 | 2012 |
| ---- | ---- | ---- | ---- | ---- | ---- | ---- | ---- | ---- |
| 267  | 228  | 207  | 245  | 246  | 246  | 318  | 330  | 350  |

| 2017 | 2022 | - | - | - | - | - | - | - |
| ---- | ---- | - | - | - | - | - | - | - |
| 367  | 379  | - | - | - | - | - | - | - |

| selon la population municipale des années : | 1968 | 1975 | 1982 | 1990 | 1999 | 2006 | 2009 | 2013 |
| Rang de la commune dans le département      | 220  | 134  | 165  | 148  | 178  | 136  | 136  | 130  |
| Nombre de communes du département           | 340  | 340  | 340  | 340  | 340  | 340  | 340  | 340  |

### Enseignement
Caniac-du-Causse fait partie de l'académie de Toulouse.

### Activités sportives
Spéléologie, chasse, randonnée pédestre,

## Économie

### Revenus
En 2018, la commune compte 136 ménages fiscaux, regroupant 303 personnes. La médiane du revenu disponible par unité de consommation est de 20 300 € (20 740 € dans le département).

### Emploi
|                | 2008   | 2013   | 2018   |
| -------------- | ------ | ------ | ------ |
| Commune        | 11,4 % | 10,1 % | 15,4 % |
| Département    | 7,3 %  | 8,9 %  | 9,6 %  |
| France entière | 8,3 %  | 10 %   | 10 %   |

En 2018, la population âgée de 15 à 64 ans s'élève à 228 personnes, parmi lesquelles on compte 75,1 % d'actifs (59,7 % ayant un emploi et 15,4 % de chômeurs) et 24,9 % d'inactifs,. Depuis 2008, le taux de chômage communal (au sens du recensement) des 15-64 ans est supérieur à celui de la France et du département.
La commune est hors attraction des villes,. Elle compte 70 emplois en 2018, contre 64 en 2013 et 54 en 2008. Le nombre d'actifs ayant un emploi résidant dans la commune est de 140, soit un indicateur de concentration d'emploi de 50,2 % et un taux d'activité parmi les 15 ans ou plus de 57,2 %.
Sur ces 140 actifs de 15 ans ou plus ayant un emploi, 57 travaillent dans la commune, soit 40 % des habitants. Pour se rendre au travail, 82,4 % des habitants utilisent un véhicule personnel ou de fonction à quatre roues, 1,5 % les transports en commun, 5,8 % s'y rendent en deux-roues, à vélo ou à pied et 10,3 % n'ont pas besoin de transport (travail au domicile).

### Activités hors agriculture
23 établissements sont implantés  à Caniac-du-Causse au 31 décembre 2019.
Le secteur de l'industrie manufacturière, des industries extractives et autres est prépondérant sur la commune puisqu'il représente 30,4 % du nombre total d'établissements de la commune (7 sur les 23 entreprises implantées  à Caniac-du-Causse), contre 14 % au niveau départemental.

### Agriculture
La commune est dans les Causses », une petite région agricole occupant une grande partie centrale du département du Lot. En 2020, l'orientation technico-économique de l'agriculture  sur la commune est l'élevage d'ovins ou de caprins.
|               | 1988  | 2000  | 2010  | 2020  |
| ------------- | ----- | ----- | ----- | ----- |
| Exploitations | 32    | 32    | 28    | 15    |
| SAU (ha)      | 1 540 | 1 967 | 2 157 | 2 123 |

Le nombre d'exploitations agricoles en activité et ayant leur siège dans la commune est passé de 32 lors du recensement agricole de 1988  à 32 en 2000 puis à 28 en 2010 et enfin à 15 en 2020, soit une baisse de 53 % en 32 ans. Le même mouvement est observé à l'échelle du département qui a perdu pendant cette période 60 % de ses exploitations,. La surface agricole utilisée sur la commune est restée relativement stable, passant de 1540 ha en 1988 à 2123 ha en 2020. Parallèlement la surface agricole utilisée moyenne par exploitation a augmenté, passant de 48 à 142 ha.

## Culture locale et patrimoine

### Lieux et monuments
- Forêt de la Braunhie.
- Église Saint-Martin : la crypte de l'église présente une voûte curieuse, en fait une tentative maladroite de voûte à croisée d'ogives (il y a cinq branches au lieu de quatre) - (observation personnelle). L'édifice a été classé au titre des monuments historiques en 1979, Notice no PA00095038.
- Chapelle de Saint-Namphaise du Couderc.
- Igue de Planagrèze. 44° 38′ 07″ N, 1° 39′ 46″ E
- Dolmen de Planagrèze :  dolmen simple disposant d'une table de plus de 5m² et d'un poids d'environ 4,5 tonnes. 44° 38′ 04″ N, 1° 39′ 48″ E

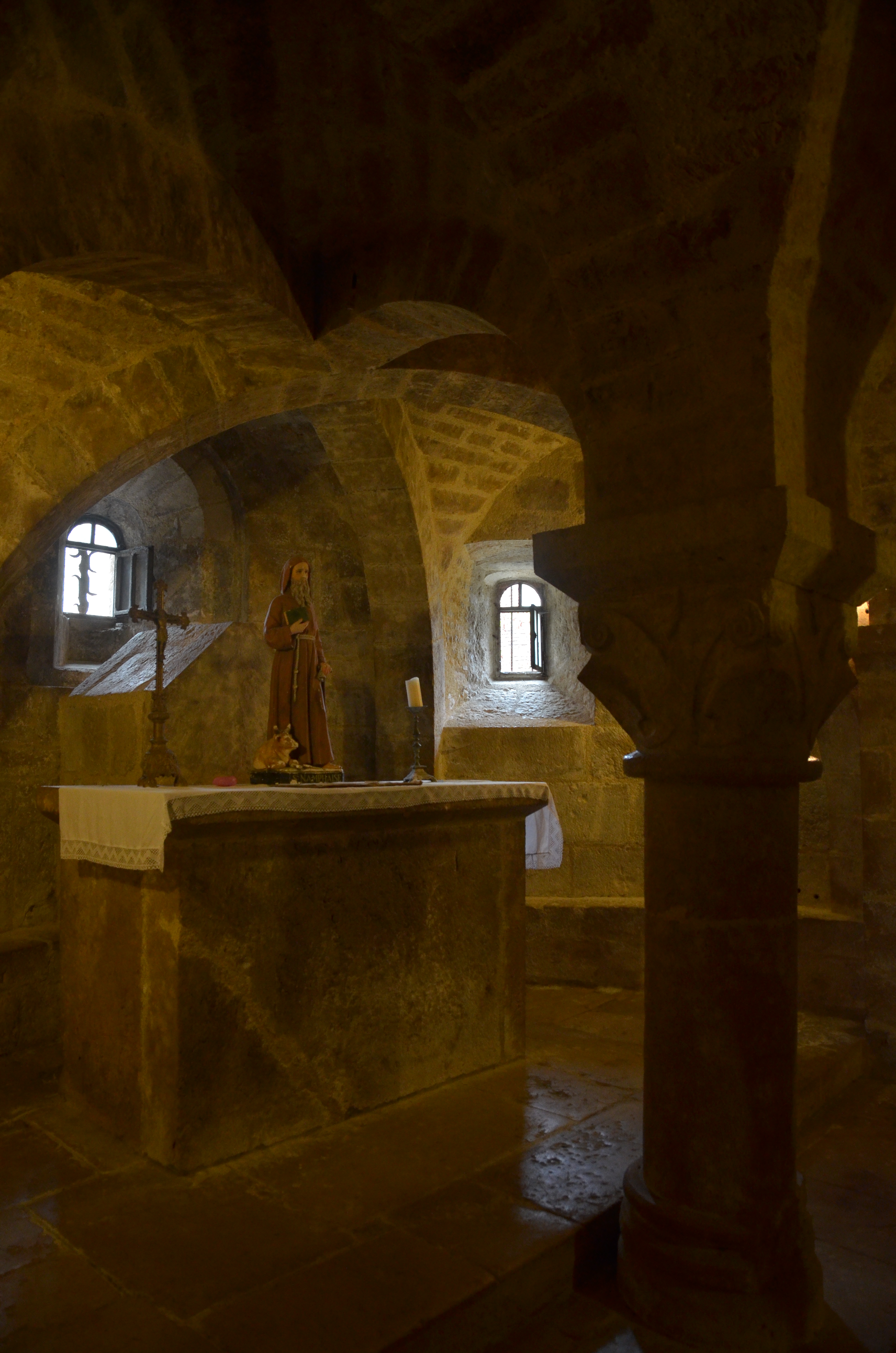
Crypte de l'église Saint-Martin.
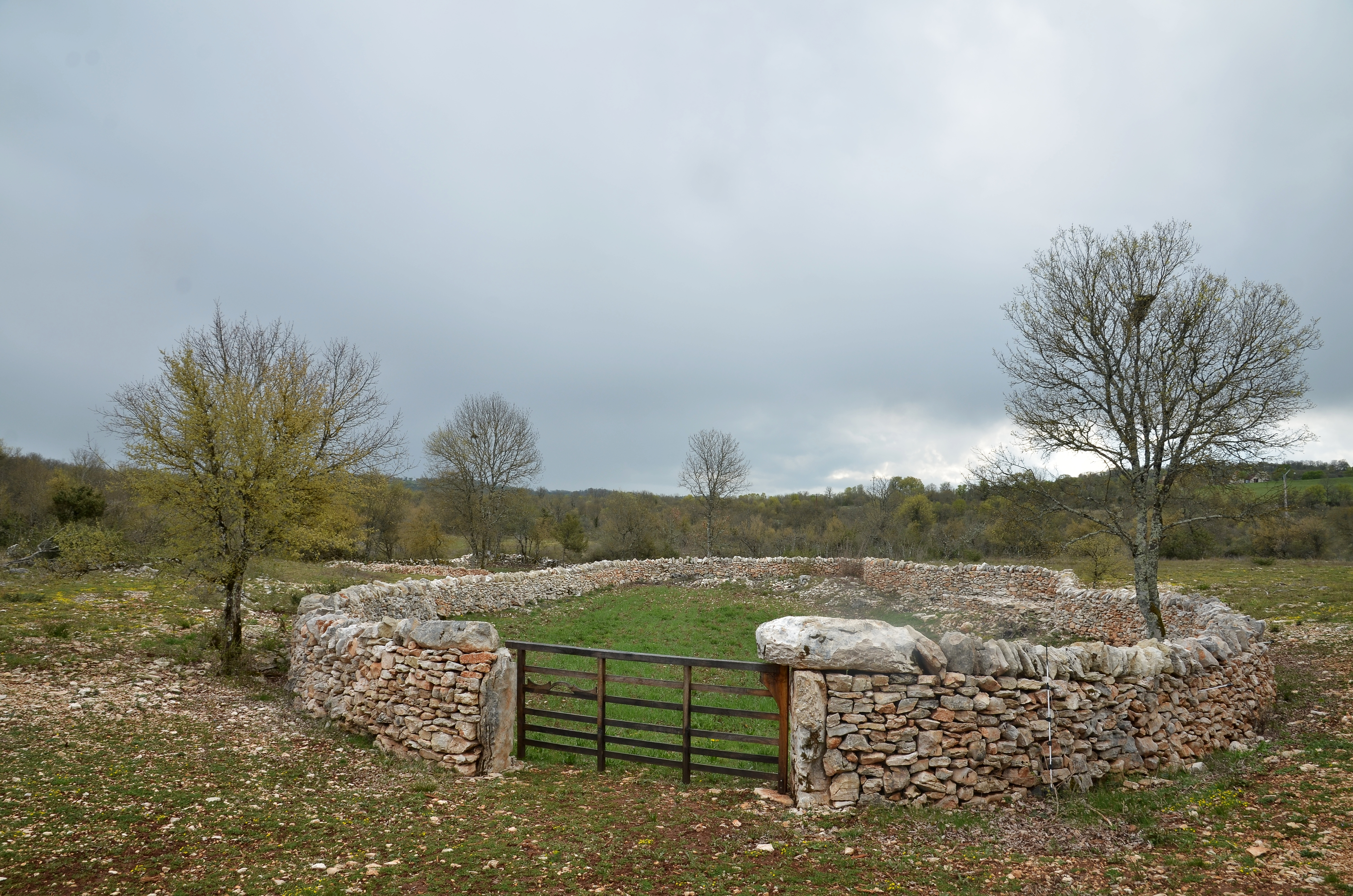
Enclos de pierres sèches sur le site de Planagrèze.
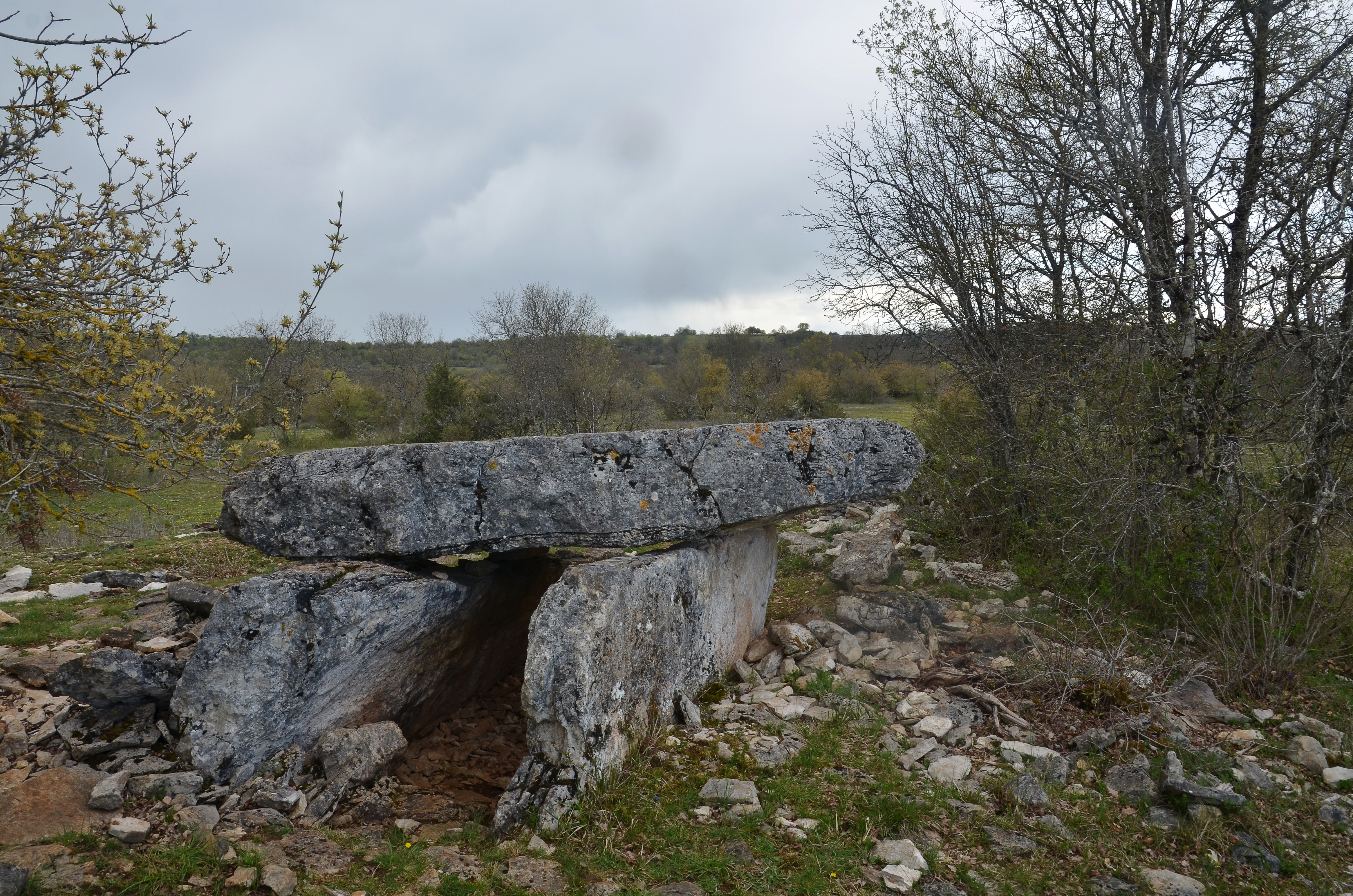
Dolmen de Planagrèze.

### Personnalités liées à la commune
- Selon sa biographe Myriam Anissimov, Romain Gary y acheta trois maisons avec Jean Seberg et son petit-cousin Paul Pavlovitch, celui qui devait personnifier l'écrivain imaginaire Émile Ajar. « Ni Romain ni Jean n'y vinrent souvent, écrit-elle, mais Paul réhabilita sa ruine et en fit sa demeure. »
- Jean Sindou, peintre, y est né en 1869
- Namphase

### Héraldique
| Blason | Blasonnement : Écartelé : aux 1er et 4e d'azur semé de flanchis d'or, au lion d'or armé, lampassé et couronné de gueules, brochant, aux 2e et 3e d'or à la bande de gueules ; sur le tout, un écu en bannière parti d'argent et de gueules. |

#### Site de l'Insee
1. ↑  « La grille communale de densité », sur le site de l'Insee, 28 mai 2024 (consulté le 28 juin 2024).
2. ↑  Insee, « Métadonnées de la commune de Caniac-du-Causse ».
3. ↑  « Base des aires d'attraction des villes 2020. », sur le site de l'Insee, 21 octobre 2020 (consulté le 28 juin 2024).
4. ↑  Marie-Pierre de Bellefon, Pascal Eusebio, Jocelyn Forest, Olivier Pégaz-Blanc et Raymond Warnod (Insee), « En France, neuf personnes sur dix vivent dans l’aire d’attraction d’une ville », sur le site de l'Insee, 21 octobre 2020 (consulté le 28 juin 2024).
5. ↑  « REV T1 - Ménages fiscaux de l'année 2018 à Caniac-du-Causse » (consulté le 5 février 2022).
6. ↑  « REV T1 - Ménages fiscaux de l'année 2018 dans le Lot » (consulté le 5 février 2022).
7. 1 2  « Emp T1 - Population de 15 à 64 ans par type d'activité en 2018 à Caniac-du-Causse » (consulté le 5 février 2022).
8. ↑  « Emp T1 - Population de 15 à 64 ans par type d'activité en 2018 dans le Lot » (consulté le 5 février 2022).
9. ↑  « Emp T1 - Population de 15 à 64 ans par type d'activité en 2018 dans la France entière » (consulté le 5 février 2022).
10. ↑  « Base des aires d'attraction des villes 2020 », sur site de l'Insee (consulté le 10 avril 2021).
11. ↑  « Emp T5 - Emploi et activité en 2018 à Caniac-du-Causse » (consulté le 5 février 2022).
12. ↑  « ACT T4 - Lieu de travail des actifs de 15 ans ou plus ayant un emploi qui résident dans la commune en 2018 » (consulté le 5 février 2022).
13. ↑  « ACT G2 - Part des moyens de transport utilisés pour se rendre au travail en 2018 » (consulté le 5 février 2022).
14. ↑  « DEN T5 - Nombre d'établissements par secteur d'activité au 31 décembre 2019 à Caniac-du-Causse » (consulté le 14 février 2022).
15. ↑  « DEN T5 - Nombre d'établissements par secteur d'activité au 31 décembre 2019 dans le Lot » (consulté le 14 février 2022).

#### Autres sources
1. ↑  Carte IGN sous Géoportail
2. ↑  Répertoire géographique des communes, publié par l'Institut national de l'information géographique et forestière, [lire en ligne].
3. 1 2  Daniel Joly, Thierry Brossard, Hervé Cardot, Jean Cavailhes, Mohamed Hilal et Pierre Wavresky, « Les types de climats en France, une construction spatiale », Cybergéo, revue européenne de géographie - European Journal of Geography, no 501,‎ 18 juin 2010 (DOI 10.4000/cybergeo.23155, lire en ligne, consulté le 14 novembre 2023)
4. ↑  « Zonages climatiques en France métropolitaine. », sur pluiesextremes.meteo.fr (consulté le 14 novembre 2023).
5. ↑  « Orthodromie entre Caniac-du-Causse et Lunegarde », sur fr.distance.to (consulté le 14 novembre 2023).
6. ↑  « Station Météo-France « Lunegarde » (commune de Lunegarde) - fiche climatologique - période 1991-2020 », sur donneespubliques.meteofrance.fr (consulté le 14 novembre 2023).
7. ↑  « Station Météo-France « Lunegarde » (commune de Lunegarde) - fiche de métadonnées. », sur donneespubliques.meteofrance.fr (consulté le 14 novembre 2023).
8. ↑  « Climadiag Commune : diagnostiquez les enjeux climatiques de votre collectivité. », sur meteofrance.fr, novembre 2022 (consulté le 14 novembre 2023).
9. ↑  « Les espaces protégés. », sur le site de l'INPN (consulté le 10 mai 2022).
10. ↑  « Liste des espaces protégés sur la commune », sur le site de l'inventaire national du patrimoine naturel (consulté le 2 septembre 2021).
11. ↑  « Le parc naturel régional des Causses du Quercy – charte 2012-2024 »(Archive.org • Wikiwix • Archive.is • Google • Que faire ?), sur parc-causses-du-quercy.fr (consulté le 8 mai 2021).
12. ↑  [PDF]« Le parc naturel régional des Causses du Quercy – charte 2012-2024 - le rapport »(Archive.org • Wikiwix • Archive.is • Google • Que faire ?), sur parc-causses-du-quercy.fr (consulté le 8 mai 2021).
13. ↑  « - fiche descriptive », sur le site de l'inventaire national du patrimoine naturel (consulté le 1er septembre 2021).
14. ↑  « le géoparc des Causses du Quercy »(Archive.org • Wikiwix • Archive.is • Google • Que faire ?), sur le site des Géoparks de l'Unesco (consulté le 26 août 2021).
15. ↑  « Géoparc des Causses du Quercy - fiche descriptive », sur le site de l'inventaire national du patrimoine naturel (consulté le 1er septembre 2021).
16. ↑  « Réserve de biosphère du bassin de la Dordogne », sur mab-france.org (consulté le 2 septembre 2021).
17. ↑  « Bassin de la Dordogne - zone de transition - fiche descriptive », sur le site de l'inventaire national du patrimoine naturel (consulté le 1er septembre 2021).
18. ↑  Réseau européen Natura 2000, Ministère de la transition écologique et solidaire
19. ↑  « Liste des zones Natura 2000 de la commune de Caniac-du-Causse », sur le site de l'Inventaire national du patrimoine naturel (consulté le 2 septembre 2021).
20. ↑  « site Natura 2000 FR7300909 - fiche descriptive », sur le site de l'inventaire national du patrimoine naturel (consulté le 2 septembre 2021).
21. ↑  « Liste des ZNIEFF de la commune de Caniac-du-Causse », sur le site de l'Inventaire national du patrimoine naturel (consulté le 2 septembre 2021).
22. ↑  « ZNIEFF la « zone centrale du causse de Gramat » - fiche descriptive », sur le site de l'inventaire national du patrimoine naturel (consulté le 2 septembre 2021).
23. ↑  « CORINE Land Cover (CLC) - Répartition des superficies en 15 postes d'occupation des sols (métropole). », sur le site des données et études statistiques du ministère de la Transition écologique. (consulté le 14 avril 2021).
24. 1 2  « Les risques près de chez moi - commune de Caniac-du-Causse », sur Géorisques (consulté le 17 octobre 2022).
25. ↑  BRGM, « Évaluez simplement et rapidement les risques de votre bien », sur Géorisques (consulté le 13 septembre 2022).
26. ↑  « Dossier départemental des risques majeurs dans le Lot »(Archive.org • Wikiwix • Archive.is • Google • Que faire ?), sur lot.gouv.fr (consulté le 13 septembre 2022).
27. ↑  « Dossier départemental des risques majeurs dans le Lot »(Archive.org • Wikiwix • Archive.is • Google • Que faire ?), sur lot.gouv.fr (consulté le 13 septembre 2022), chapitre Mouvements de terrain.
28. 1 2  « Liste des cavités souterraines localisées sur la commune de Caniac-du-Causse », sur georisques.gouv.fr (consulté le 13 septembre 2022).
29. ↑  « Retrait-gonflement des argiles », sur le site de l'observatoire national des risques naturels (consulté le 13 septembre 2022).
30. ↑  Gaston Bazalgues, « Les noms des communes du Parc », Les cahiers scientifiques du Parc naturel régional des Causses du Quercy, vol. 1,‎ 2014, p. 115 (lire en ligne)
31. ↑  Gaston Bazalgues et Jacqueline Bazalgues, À la découverte des noms de lieux du Quercy et des communes du Lot : Toponymie lotoise, Aubenas, Gourdon : Éditions de la Bouriane et du Quercy, juin 2002, 133 p. (ISBN 2-910540-16-2, BNF 40220401), p. 108.
32. ↑  
Jean Dufau, Jacques Favarel et Marie-Roger Seronie-Vivien, « Un site pléistocène moyen à hominidé en Quercy : la grotte de Pradayrol à Caniac-du-Causse (Lot) », Préhistoire du Sud-Ouest, Préhistoire du Sud-Ouest, nos 11-2,‎ 2004, p. 132 (ISSN 1268-7944, présentation en ligne).
33. ↑  Anne Gary, Montfaucon en Quercy : À la découverte du passé, t. 1 : Des origines à la révolution, Bayac, Éditions du Roc de Bourzac, 4 novembre 1992, 115 p. (ISBN 2-87624-047-5), p. 25-26.
34. ↑  « Les collectivités territoriales, collectivités civiles et unités militaires, titulaires de la médaille de la Résistance française », 2013 (consulté le 15 avril 2014).
35. ↑  art L. 2121-2 du code général des collectivités territoriales.
36. ↑  « Résultats des élections municipales et communautaires 2020 », sur interieur.gouv.fr (consulté le 2 octobre 2020).
37. ↑  « Les maires de Caniac-du-Causse », sur Site francegenweb, 19 février 2011 (consulté le 3 janvier 2016).
38. 1 2  L'organisation du recensement, sur insee.fr.
39. ↑  Calendrier départemental des recensements, sur insee.fr.
40. 1 2  Des villages de Cassini aux communes d'aujourd'hui sur le site de l'École des hautes études en sciences sociales.
41. ↑  Fiches Insee - Populations de référence de la commune pour les années 2006, 2007, 2008, 2009, 2010, 2011, 2012, 2013, 2014, 2015, 2016, 2017, 2018, 2019, 2020, 2021 et 2022.
42. ↑  Calendrier départemental des recensements, sur insee.fr.
43. ↑  Fiches Insee - Populations de référence de la commune pour les années 2006, 2007, 2008, 2009, 2010, 2011, 2012, 2013, 2014, 2015, 2016, 2017, 2018, 2019, 2020, 2021 et 2022.
44. 1 2 3 4 5  INSEE, « Population selon le sexe et l'âge quinquennal de 1968 à 2012 (1990 à 2012 pour les DOM) », sur insee.fr, 15 octobre 2015 (consulté le 10 janvier 2016).
45. ↑  INSEE, « Populations légales 2006 des départements et des collectivités d'outre-mer », sur insee.fr, 1er janvier 2009 (consulté le 8 janvier 2016).
46. ↑  INSEE, « Populations légales 2009 des départements et des collectivités d'outre-mer », sur insee.fr, 1er janvier 2012 (consulté le 8 janvier 2016).
47. ↑  INSEE, « Populations légales 2013 des départements et des collectivités d'outre-mer », sur insee.fr, 1er janvier 2016 (consulté le 8 janvier 2016).
48. ↑  « Les régions agricoles (RA), petites régions agricoles(PRA) - Année de référence : 2017 », sur agreste.agriculture.gouv.fr (consulté le 14 février 2022).
49. ↑  Présentation des premiers résultats du recensement agricole 2020, Ministère de l’agriculture et de l’alimentation, 10 décembre 2021
50. 1 2  « Fiche de recensement agricole - Exploitations ayant leur siège dans la commune de Caniac-du-Causse - Données générales », sur recensement-agricole.agriculture.gouv.fr (consulté le 14 février 2022).
51. ↑  « Fiche de recensement agricole - Exploitations ayant leur siège dans le département du Lot » (consulté le 14 février 2022).